# 奧瑪·阿薩爾
奧瑪·阿薩爾（阿拉伯語：Omar Assar，1991年7月22日—），埃及男子乒乓球運動員。他代表埃及參加2012年、2016年和2020年夏季奧林匹克運動會。